# Grażyna Chodorek
Grażyna Chodorek (ur. 2 kwietnia 1947 w Ćmielowie) – polska biegaczka, sprinterka, medalistka mistrzostw Polski, reprezentantka kraju.

## Kariera sportowa
Była zawodniczką MKS Warszawa-Praga i MKS-AZS Warszawa.
Na mistrzostwach Polski seniorek wywalczyła dwa medale: brązowy w biegu na 200 m w 1965 oraz srebrny w biegu na 400 m w 1966.
W 1966 wystąpiła na mistrzostwach Europy, gdzie odpadła w półfinale biegu na 400 m, z czasem 56,8. W latach 1965–1968 sześciokrotnie reprezentowała Polskę w meczach międzypaństwowych.
Rekordy życiowe:
- 100 m: 12,0 (1966)
- 200 m: 24,8 (1966)
- 400 m: 55,7 (1966)